# Emadiana conformis
Emadiana conformis är en insektsart som beskrevs av Young 1986. Emadiana conformis ingår i släktet Emadiana och familjen dvärgstritar. Inga underarter finns listade i Catalogue of Life.